# 쩡 쯔차이
쩡 쯔차이(중국어: 鄭自才, 정 자재, 1936년 12월 1일 - )는 대만의 화가, 건축가, 정치가, 독립운동가이다.
1970년 1월의 대만 독립 연맹(World United Formosans for Independence, 약칭:WUFI, 나중에 대만 독립 건국 연맹으로 개칭)의 설립에 참가하였다. 같은 해 4월, 장징궈 암살 미수 사건을 황원슝, 황원슝의 여동생으로 정자재의 아내인 황청미와 계획, 실행하였다.
원래 이름은 정자재(鄭自財)이며 2004년 정식으로 정자재(鄭自才)로 개명했다고 한다.

## 같이 보기
- 황원슝 (활동가)
- 장징궈